# 3ブロックの戦争
3ブロックの戦争（3ブロックのせんそう、英語: three block war）は、アメリカ海兵隊のチャールズ・クルラック大将が提唱した軍事コンセプト。戦争以外の軍事作戦（MOOTW）や低強度紛争（LIC）の特性をあらわしたものとなっている。
クルラック大将は、1999年に発表した「戦略的伍長：3ブロックの戦争におけるリーダーシップ」という論文で、下記のように論じた。
| 「                      | ある瞬間には難民に衣食を配給する人道援助に、また次の瞬間には戦闘している2つの部族を引き離す平和維持活動に従事し、そして別の瞬間には死傷者が続出しかねない銃撃戦を戦うこともある。これら全てが同じ日に、わずか3ブロックの範囲で起きることがある。これが「3ブロックの戦争」である | 」 |
| —チャールズ・クルラック | |    |

例えば対反乱作戦中、検問所で、停止の命令に従わずに前進してくる車を発見した場合には、非常に困難な判断が求められることになる。これが車爆弾であれば、直ちに阻止しなければ重大な被害を招くことになる。しかし一方で、単に命令を理解できない非戦闘員の車だった場合には不必要な殺害ということになり、しかも民軍関係上、やはり重大な影響をもたらすことにもなりかねない。このような判断は、従来であれば将校が行っていたものであるが、対反乱作戦で検問所・哨所に分散配置されている場合には将校がその場にいないことも多く、また指示を仰いでいる時間的猶予もない場合には、下士官兵であっても、重大な判断を強いられる状況が起こりうる。
このような分析のもと、クルラック大将が提唱したのが戦略的伍長（strategic corporal）である。この場合の伍長とは下士官の最下級者であり、例えばナポレオン・ボナパルトの時代には上級者の命令に服するのみで、独自の判断を求められることは皆無だった。これに対し、情報化時代の伍長は、情勢認識の共有のもとで自己同期化を図ることで、「3ブロックの戦争」にも適切に対処しなければならないとしたものである。